# کیوراپتسی کوزیتسیل
کیوراپتسی کوزیتسیل (انگلیسی: Keorapetse Kgositsile; ۱۹ سپتامبر ۱۹۳۸ – ۳ ژانویهٔ ۲۰۱۸) شاعر، روزنامه‌نگار، و نویسنده اهل آفریقای جنوبی بود. مخفف اسمش برا ویلی بود. او در دهه ۱۹۶۰ و ۱۹۷۰ یکی از اعضای تأثیر گذار کنگره ملی آفریقا بود. او ملک‌الشعرای ادبیات آفریقای جنوبی در سال ۲۰۰۶ بود و اشعار خود را در آن‌زمان منتشر کرد. کوزیتسیل در سال ۱۹۶۲ تا ۱۹۷۵ در تبعید به سر برد. او یک مطالعه گسترده در زمینه ادبیات و فرهنگ انجام داد و به ویژه به جاز علاقه پیدا کرد. در دهه ۱۹۷۰ او یک شخصیت مرکزی به لحاظ اشاعه فرهنگ و سنت آفریقا در بین شاعران سیاه‌پوست آمریکایی بود، شعر و نثر او با جاز یک هنر نمایشی بود که در باشگاه‌های جاز نیویورک فرا گرفته بود. کوزیتسیل در میان یکی از اولین کسانی بود که فاصله بین شعر آفریقا و شعر سیاه‌پوستان آمریکا را پر کرد.

## زندگی‌نامه
کوزیتسیل در بخش سفیدپوست ژوهانسبورگ متولد شد و در یک کلبه کوچک در پشت خانه‌ای در یک محله سفید که توسط مادرش اجاره شده‌بود، بزرگ شد. اولین تجربه او از آپارتاید، گذشته از اینکه مجبور بود به دلایل نژادپرستی که فهم نمی‌کرد به مدرسه‌ای خارج از محدوده خود برود، او با یک خانواده سفیدپوست به همراه دوست سفیدپوست‌اش و سایر دوستان خود درگیر شد و هنگامی‌که از پیوستن کوزیتسیل به یک باشگاه بوکس و عضویت او جلوگیری کردند به مبارزه برخاست. این تجربه سازنده‌ای برای او بود چرا که با تجربه‌های دیگری که در سالیان نوجوانی و محرومیت‌ها می‌دید مبارزه‌اش را افزایش داد. با کسب این تجارب کوزیتسیل هنگامی که بزرگ شد به مبارزه علیه آپارتاید پرداخت. کوزیتسیل در ژوهانسبورگ و همچنین مدارس بخش‌های دیگر کشور برای تعلیم می‌رفت. در طول این مدت توانست با نویسندگانی مثل لنگستون هیوز و ریچارد رایت و همچنین نویسندگان اروپایی مثل چارلز دیکنز و دی. اچ. لارنس ارتباط برقرار کند و شروع به نوشتن داستان کرد، اگرچه هنوز قصد انجام این کار را نداشت. پس از انجام یک سری کارهای عجیب و غریب بعد از دوره دبیرستان، او با جدیت بیشتری به نویسندگی پرداخت، در ادامه کارش را با روزنامه چارج (روزنامه آفریقای جنوبی) و عصر نو آغاز می‌کرد. او در هر دو زمینه مقاله و شعر به روزنامه‌ها کمک کرد. اشعار آغازین، پیش‌بینی یک عمر کار کوزیتسیل را در پی داشت، همان‌طور که خودش بعداً گفت، «در شرایط ظلم، هیچ انتخابی فراتر از مطالب آموزشی وجود ندارد: برای شما. ابزاری علیه ظلم و ستم وسیله‌ای برای رهایی است.»

## سال‌های تبعید
در سال ۱۹۶۱، تحت فشار قابل توجهی از طرف دولت آپارتاید در تلاش برای به تعطیل کشاندن دوران هنری کوزیتسیل که مورد تهدید قرار گرفته بود، از طرف کنگره ملی آفریقا، که او عضو بخش موزیک و آواز آن بود، خواسته شد کشور را ترک کند. او ابتدا به دارالسلام رفت و برای مجله پیشگام مقاله می‌نوشت، اما سال بعد به ایالات متحده مهاجرت کرد. او در یک سری دانشگاه‌ها، از جمله از دانشگاه لینکلن در پنسیلوانیا، به تحصیل پرداخت و در آنجا زمان زیادی را در کتابخانه صرف کرد تا ادبیات سیاه‌پوستان آمریکا را بخواند، آنچنانکه توانست بر فرهنگ سیاه چیره شود.

## جوایز
بسیاری از جوایز ادبی ای که او دریافت کرد شامل جایزه شعر گواندولین بروکس، جایزه شعر شورای فرهنگ هارلم، جایزه شعر یادبود کنراد کنت رودخانه‌ها، جایزه هرمان چارلز باسمن است.
در سال ۲۰۰۸، جایزه نقره‌ای ایخامانگا به کوزیتسیل اهدا شد. "بخاطر دستاوردهای عالی او در زمینه ادبیات و استفاده از این استعدادهای استثنایی برای افشای شیطانی سیستم آپارتاید به جهان